# Luisa Micheletti
Luisa Micheletti (São Paulo, 23 de junho de 1983) é uma atriz e apresentadora brasileira.

## Biografia
Luisa Cretella Micheletti é filha da fonoaudióloga e psicopedagoga Carmen Sílvia Micheletti. e do administrador de empresas italiano Giuliano Micheletti. Formou-se na Faculdade de Comunicação da FAAP, com ênfase em Rádio e Televisão e profissionalizou-se como atriz no INDAC, Studio Fátima Toledo e Ateliê de Artes e Ofícios.

## Carreira
Aos 19 anos, começou a estagiar na extinta MTV Brasil. De 2003 a 2005, produziu, editou e fez reportagens para Jornal da MTV, Cine MTV e especiais musicais.
Em 2006, estreou como VJ da MTV Brasil, à frente do inovador Ya! Dog, programa sobre as novas tendências musicais e digitais. No mesmo ano apresentou simultaneamente o Disk MTV, parada dos videoclipes mais votados, tornando-se a última apresentadora da história do programa, que encerrou em dezembro de 2006 depois de 16 anos no ar.
Ainda em 2006, fundou e tocou baixo no femme trio de dance-metal Fantasmina ao lado da guitarrista e vocalista Elisa Gargiulo e da baterista norte-americana Kerby Ferris. A banda lançou o EP independente The Future is Unmanned e se apresentou durante dois anos no circuito de rock alternativo de São Paulo.
Em 2007, apresentou o Jornal da MTV, além do Ya! Dog. No mesmo ano ganhou o prêmio Jovem Brasileiro.
Em 2008, participou do filme Linha de Passe, de Walter Salles e Daniela Thomas (Festival de Cannes, na França) e Se Nada Mais Der Certo, de José Eduardo Belmonte. Esteve em cartaz com a peça Você Está Aqui, de Fernando Ceylão, no Rio de Janeiro e apresentou o Domínio MTV, musical ao vivo diário.
No mesmo ano, protagonizou e idealizou junto ao canal Multishow a série de ficção Desprogramado, sobre os bastidores de uma TV fictícia.
Em setembro de 2011, ancorou a transmissão ao vivo do Rock in Rio ao lado de Didi Wagner. Desde então, voltou às transmissões do festival em 2013 e 2015.
Entre 2013 e 2014, integrou o elenco da novela Malhação da Rede Globo, temporada escrita por Ana Maria Moretzohn, e Patricia Moretzohn com direção de Vinicius Coimbra e direção geral de Dennis Carvalho. Interpretou a personagem Luciana, irmã da protagonista adulta Vera (Isabela Garcia).)
Em 2015, integrou o elenco de montagens da companhia Club Noir de teatro, de Roberto Alvim e Juliana Galdino. Entre elas Fantasmas, de Henrik Ibsen, O Balcão, de Jean Genet e H.A.M.L.E.T., adaptação contemporânea do clássico de Shakespeare.
Em 2017 integrou o elenco da novela Novo Mundo, da Rede Globo, escrita por Thereza Falcão e Alessandro Marson, como a bailarina francesa Noémi Thierry, personagem histórica, primeira amante do príncipe Dom Pedro I (Caio Castro).
Em 2017 lançou pela editora Touro Bengala seu primeiro livro de contos, "Nem Sofá, Nem Culpa". Um ano depois re-lançou o livro pela editora Laranja Original durante a FLIP.
No primeiro semestre de 2018 esteve em cartaz no teatro do Sesi com Quero Morrer Com Meu Próprio Veneno, direção de Mika Lins, uma resposta contemporânea de Ofélia ao clássico Hamlet. e no segundo semestre, estreou A Carruagem de Berenice, musical infantil com composições inéditas de Zeca Baleiro. Ainda em 2018 participou do longa Compro Likes, de André Moraes e fez a personagem Mayara na série Rio Heroes, da Fox Premium (primeira e segunda temporadas).
Em 2019 estreou Soror, no Sesc Ipiranga, texto de sua autoria para o teatro. Com direção de Caco Ciocler, ao lado de Fernanda Nobre, Geraldo Rodrigues e Daniel Infantini no elenco, sobre a união de Eva e Lilith e a criação de um universo mais igualitário.
Em 2020 publicou "Dentro do Outro", livro de poemas pela ed. Laranja Original, cujo poema "Menina do Céu" foi finalista no edital Poesia Falada, do Itaú Cultural.
Em 2022 dirigiu o filme "Soror", longa-metragem baseado em sua peça. O filme entrou na seleção oficial do Toronto International Women Film Festival e indicado a melhor filme e melhor direção no FestCC, em Portugal.

### Apresentadora
| Ano                    | Programa      | Emissora   |
| ---------------------- | ------------- | ---------- |
| 2006-2007              | Ya! Dog       | MTV Brasil |
| 2006                   | Disk MTV      | MTV Brasil |
| 2007                   | Jornal da MTV | MTV Brasil |
| 2008                   | Domínio MTV   | MTV Brasil |
| 2009                   | Minha MTV     | MTV Brasil |
| 2009                   | SAP MTV       | MTV Brasil |
| 2010 a 2017            | Bastidores    | Multishow  |
| 2011, 2013, 2015, 2017 | Rock in Rio   | Multishow  |

### Atriz

#### Televisão
| Ano         | Programa              | Personagem | Emissora    |
| ----------- | --------------------- | ---------- | ----------- |
| 2009        | Furfles MTV           | Luisa      | MTV Brasil  |
| 2010 / 2011 | Desprogramado         | Jade       | Multishow   |
| 2013 / 2014 | Malhação – Casa Cheia | Luciana    | Rede Globo  |
| 2017        | Novo Mundo            | Noémie     | Rede Globo  |
| 2018 / 2019 | Rio Heroes            | Mayara     | Fox Premium |
| 2023        | Compro Likes          | Francielle | Star+       |

#### Cinema
| Ano  | Título                 | Direção                        | Personagem         |
| ---- | ---------------------- | ------------------------------ | ------------------ |
| 2008 | Linha de Passe         | Walter Salles e Daniela Thomas | Fernanda           |
| 2008 | Se Nada Mais Der Certo | José Eduardo Belmonte          | Namorada de Marcin |
| 2009 | Quanto Dura o Amor?    | Roberto Moreira                | Fã de Justine      |
| 2011 | Estamos Juntos         | Toni Venturi                   | Francisca          |
| 2016 | Rota de Fuga           | Pablo Uranga                   | Julia              |
| 2018 | Compro Likes (inédito) | André Moraes                   | Francielly         |
| 2021 | Amarração              | Erik Belhassen                 | Karen              |

#### Teatro
| Ano  | Título                                               | Direção                     | Personagem          |
| ---- | ---------------------------------------------------- | --------------------------- | ------------------- |
| 2008 | Você Está Aqui                                       | Fernando Ceylão             | Luisa               |
| 2014 | O Casamento do Pequeno Burguês, de Brecht            | Juliana Galdino             | Noiva               |
| 2015 | H.A.M.L.E.T., de Roberto Alvim                       | Juliana Galdino             | Ofélia              |
| 2015 | O Balcão, de Jean Genet                              | Roberto Alvim               | Boneca e Dominatrix |
| 2015 | Fantasmas, Henrik Ibsen                              | Roberto Alvim               | Regina              |
| 2018 | Quero Morrer Com Meu Próprio Veneno, de Ana Carolina | Mika Lins                   | Ofélia              |
| 2018 | A Carruagem de Berenice, de Camila Appel             | Márcio Macena e Hudson Sena | Berenice adulta     |
| 2019 | Soror, de Luisa Micheletti                           | Caco Ciocler                | Lilith              |
| 2019 | O Aquário, de Cornélia de Preux                      | Cássio Brasil               | Violeta             |

#### Autora
| Ano  | Título              | Obra            |
| ---- | ------------------- | --------------- |
| 2017 | Nem Sofá, Nem Culpa | Livro de Contos |
| 2019 | Soror               | Peça de teatro  |
| 2020 | Dentro do Outro     | Livro de poesia |